# Cantinflas

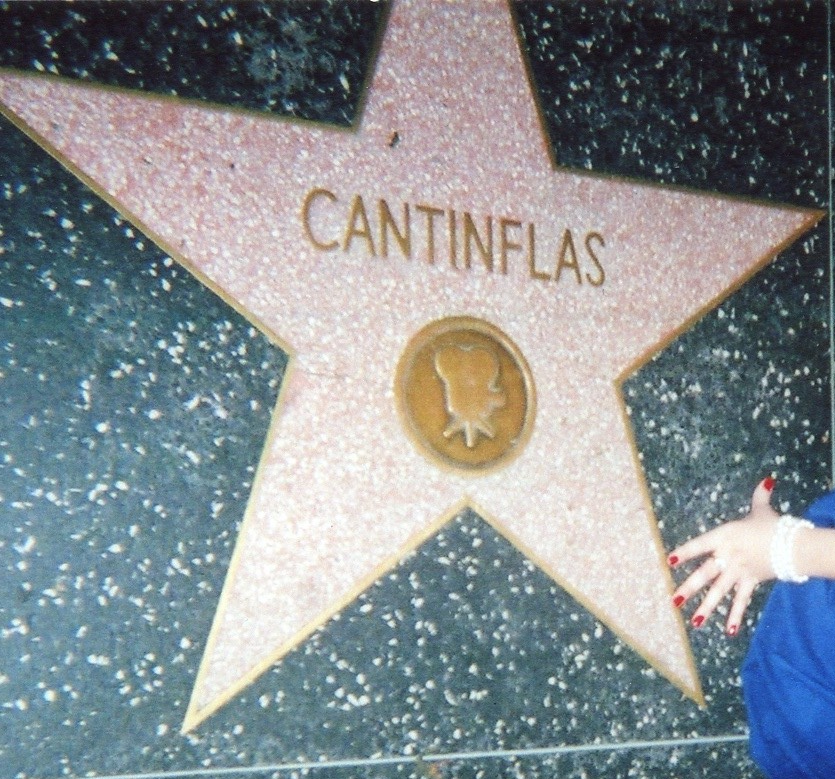
A estrela da Cantinflas na Calçada da Fama.

Cantinflas, nome artístico de Fortino Mario Alfonso Moreno Reyes (Cidade do México, 12 de agosto de 1911 — Cidade do México, 20 de abril de 1993), foi um ator e humorista mexicano.

## Biografia
Nasceu em uma família muito humilde e tinha 12 irmãos. Teve uma adolescência marcada pela pobreza, o que o levou a começar a trabalhar muito cedo, primeiro como engraxate e depois como aprendiz de toureiro, motorista de táxi e pugilista.
A sua vida mudou quando, aos vinte anos, trabalhando como empregado em um teatro popular, teve a oportunidade de substituir o apresentador do espetáculo que adoeceu. Ao inverter frases, trocar palavras e abusar do improviso, Cantinflas conquistou o público hispânico.
As suas origens inspiraram várias personagens, entre eles o famoso El Peladito. A sua maneira de falar acabou por prejudicar a sua carreira internacional. Dos mais de 40 filmes que fez, a maior parte foi produzida pela sua própria companhia.
Em Hollywood, ele teve apenas dois filmes: A Volta ao Mundo em 80 Dias, um sucesso de bilheteria e vencedor do Oscar de melhor filme em 1956, e Pepe, um fracasso de público e crítica. A sua carreira durou até a década de 1980. A crítica, porém, destaca que os melhores filmes do comediante foram feitos entre as décadas de 1940 e 1950. Entre os seus trabalhos mais elogiados deste período, estão Os Três Mosqueteiros (1942), O Circo (1943), El Supersabio, O Mágico (1948), O Bombeiro Atômico (1950) e Se Eu Fosse Deputado, todos escritos para ele pelo seu amigo Jaime Salvador.
Recebeu o Golden Globe Award para Melhor Ator (comédia ou musical) em cinema por A Volta ao Mundo em 80 Dias em 1957.